# Blob (Marvel Comics)
Blob  é um personagem mutante de histórias em quadrinhos do Universo Marvel, publicadas pela editora Marvel Comics. É um dos inimigos dos X-Men. Foi criado por Stan Lee e Jack Kirby e fez sua primeira aparição em Uncanny X-Men #3, de janeiro de 1964.

## Histórico
Fred J. Dukes era um jovem medíocre da classe média americana até a idade de 13 anos, quando seu corpo começou a ganhar massa anormalmente, transformando-o em um enorme gordo deformado, a principal vítima de chacotas e humilhações dos garotos do bairro.
Ao atingir a idade adulta ele só conseguiu arrumar emprego como aberração de circo, assumindo o nome de Blob, onde se apresentava para uma plateia que tinha o direito de socar e até mesmo dar tiros em sua barriga (sem que Blob soubesse, seu poder mutante dava-lhe invulnerabilidade). Fred sofreu nessa posição até ser visitado e reconhecido como mutante por Scott Summers, que o levou até o Instituto Xavier.
Lá, Xavier explicou-lhe a natureza de sua condição e lhe ofereceu uma vaga como aluno da instituição. Porém, ao perceber que era um Homo Superior, o intelecto limitado de Blob aliado ao trauma das humilhações sofridas ao longo dos anos o fez voltar ao circo e humilhar seu patrão. Em seguida, ele lidera os demais empregados do circo em um ataque contra o Instituto, tencionando aprisionar os X-Men e vendê-los como aberrações.
Sua indomável força de vontade aliada a seu baixo intelecto o tornam imune aos poderes de Xavier, que tem que apelar ao Cérebro (em sua primeira aparição) para amplificar seus poderes. Assim Xavier apaga da mente de todos o episódio ocorrido, apagando inclusive da mente de Blob o conhecimento de sua condição mutante.
Blob volta ao circo, onde continua sendo exibido como aberração até ser abordado por Magneto, que o convida para a Irmandade de Mutantes. A partir deste momento, Blob assume o papel de um dos mais constantes vilões do Universo Marvel, tendo participado de diversas equipes, mas nunca obtendo papel de destaque.
Blob foi um dos muitos mutantes que perdeu seus poderes no Dia M. Atualmente vivendo como foragido, tem o corpo ainda mais disforme, devido ao excesso de pele que apresenta agora.

## Poderes e Habilidades
Blob possui um corpo imensamente gordo que lhe confere superforça e invulnerabilidade. Apesar de ser o clássico "objeto irremovível" — quando ele se fixa ao chão, nenhuma força é capaz de movê-lo — Blob é do tipo musculoso burro, muitas vezes enganado pelos X-Men. Durante a saga Massacre, Blob foi "melhorado", atingindo o ápice de seus poderes, o que lhe deu completo controle sobre sua massa corpórea, deixando-o com poderes similares aos do Sr. Fantástico. Porém, essa mudança foi curta e posteriormente ele foi rebaixado à sua condição  inicial.

## Aliados
Tradicionalmente Avalanche, Groxo, Pyro e Mercúrio embora já tenha participado de inúmeros grupos de vilões.

## Aparições em outras Mídias
Blob aparece nas animações baseadas nos X-Men. Em X-Men: The Animated Series, aparece em X-Men Evolution onde no primeiro episódio que aparece demonstra uma paixão por Jean Grey obrigando-a a jantar com ele e também faz aparição em Wolverine and the X-Men (série).
Aparece no filme X-Men Origins: Wolverine e em X-Men: Apocalypse onde em uma luta é nocauteado por Anjo (Marvel Comics).